# U-Bahnhof Partnachplatz
Der U-Bahnhof Partnachplatz ist ein Bahnhof der Münchner U-Bahn. Er wurde am 15. April 1983 eröffnet und ist einer der drei zur IGA eröffneten Bahnhöfe. Er liegt im Stadtbezirk Sendling-Westpark unter dem Platz gleichen Namens, der nach der Partnach benannt ist. Die Hintergleiswände bestehen aus grünen Wandpaneelen, die oben nach innen gebogen sind. Auch die Säulen in der Mitte sind mit grünen Fliesen verkleidet. Die Decke ist mit Aluminium-Lamellen verblendet, unter denen die Lichtbänder sitzen. Der Boden ist mit Isarkiesel-Motiv ausgelegt, wobei die Fliesen immer wieder durch schwarze Längsstreifen unterbrochen werden. Der einzige Aufgang befindet sich in der Mitte, wo eine Rolltreppe und ein Lift direkt in ein Empfangsgebäude führen, welches auf dem Partnachplatz nahe der Albert-Roßhaupter-Straße liegt.
| Linie | Linienverlauf |
| ----- | --- |
| U6    | Garching-Forschungszentrum – (2560 m) – Garching – (1827 m) – Garching-Hochbrück – (4208 m) – Fröttmaning – (830 m) – Kieferngarten – (1431 m) – Freimann – (1087 m) – Studentenstadt – (660 m) – Alte Heide – (740 m) – Nordfriedhof – (813 m) – Dietlindenstraße – (712 m) – Münchner Freiheit – (579 m) – Giselastraße – (744 m) – Universität – (788 m) – Odeonsplatz – (640 m) – Marienplatz – (884 m) – Sendlinger Tor – (843 m) – Goetheplatz – (677 m) – Poccistraße – (624 m) – Implerstraße – (1236 m) – Harras – (837 m) – Partnachplatz – (760 m) – Westpark – (1084 m) – Holzapfelkreuth – (1050 m) – Haderner Stern – (1097 m) – Großhadern – (731 m) – Klinikum Großhadern |